# Márcio Schiaz
Márcio Schiaz (São Paulo, 10 de maio de 1965) é o nome artístico de Márcio Bueno de Souza, pintor e gravador brasileiro.
Pintava desde criança, tanto que seus trabalhos escolares sempre terminavam com um desenho. Iniciou seus estudos de pintura na Associação Paulista de Belas-Artes na classe do professor Loris Foggiatto.  Desenvolveu seus conhecimentos nas artes plásticas frequentando o Ateliê Enio Cintra onde estudou a técnica da linoleogravura  e da xilogravura. Na Editora Graffito aprendeu litografia e no Museu Lasar Segall foi-lhe ensinado a gravar em metal.
A paisagem é o tema que mais lhe atrai. Viaja constantemente para as cidades históricas de Minas Gerais a fim de pintar suas velhas ruas e famosas igrejas. Outro tema recorrente na obra de Schiaz é a paisagem urbana, em que focaliza principalmente o centro de São Paulo e Rio de Janeiro.